# Adventistas Davidianos do Sétimo Dia

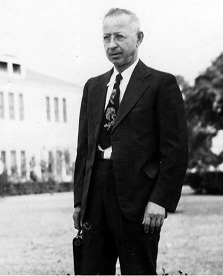
Victor T. Houteff

Adventistas Davidianos do Sétimo Dia é o título oficial dado aos adeptos do movimento reformista que surgiu de dentro da Igreja Adventista do Sétimo Dia. O falecido Victor T. Houteff, um imigrante búlgaro que se converteu à fé adventista do sétimo dia em 1919, fundou o movimento na década de 1930. Os davidianos são melhor identificados e mais conhecidos pelo nome de sua primeira publicação, do Pastor Rod; No entanto, a própria organização considera incorreta se referir aos seus adeptos por este título.

## História

### Davidianos
Em 1929 Victor Houteff (1885-1955), um imigrante búlgaro e professor na Igreja Adventista, declarou ter uma nova mensagem para a igreja. Isto foi apresentado na forma de um livro, The Shepherd's Rod, os 144.000, um brado pela reforma. Sua mensagem reformista foi rejeitada e considerada sectária e divisiva pela liderança adventista em função de seu distanciamento dos ensinamentos básicos da igreja e de seus padrões pré-estabelecidos. Como consequência, Houteff foi desassociado da igreja, juntamente com quem aceitou sua mensagem.
Em 1935 Houteff, juntamente com trinta e sete seguidores estabeleceu sua sede a 3 Km  a oeste de Waco, Texas, em um local que chamaram de "Monte Carmelo". Estabeleceram uma organização semicomunal na qual todos trabalhavam e recebiam remuneração. Juntos, eles cultivaram e construíram edifícios na propriedade. Mas a pequena fazenda era insuficiente para dar sustento econômico a todos, por isso alguns integrantes foram trabalhar em em Waco. Em 1940, a comunidade contava com sessenta e quatro moradores, 150 hectares, dez edifícios com sistemas de água e esgoto, energia elétrica e de telefone.
Eles eram vegetarianos, não consumiam tabaco, não dançavam e não viam filmes. As mulheres não usavam maquiagem e usavam vestidos longos. Uma parte dos recursos da comunidade era voltado para propagar as ideias de Houteff. 
Até 1942 seu movimento era conhecido como Shepherd's Rod Seventh Day Adventists, mas quando Houteff considerou ser necessário organizar-se formalmente para fins legais, ele renomeou a associação "General Association of Davidian Seventh Day Adventists". O termo "Davidiano" reflete sua crença na restauração do Reino de David em Israel antes da Segunda vinda de Cristo (advento) nas nuvens celestiais. Houteff direcionou os davidianos a trabalhar pela reforma da igreja, de modo a se preparar para o grande afluxo de convertidos quando a igreja estivesse num estado mais puro.
Após a morte de Houteff, sua esposa, Florence, assumiu a liderança do movimento. A cidade de Waco cresceu e se aproximou muito da comunidade, então, em 1957, eles venderam a fazenda, que foi destinada à expansão urbana, e adquiriram uma nova propriedade com 380 hectares, 14 km a leste de Waco, onde eles instalaram a "Nova Monte Carmelo".
Eles anunciaram o apocalipse para a Páscoa de 1959. Na ocasião cerca de 900 pessoas que venderam empresas, fazendas, casas se reuniram na "Nova Monte Carmelo", como a profecia não se concretizou, os Davidianos começaram se dispersar.

### Ramo Davidiano
Após a morte de Houteff, em 1955, Ben Roden questionou a liderança de Florence e fundou o Ramo Davidiano, que no início teve poucos seguidores. Com o fracasso da profecia de Florence em 1959, um número maior de Davidianos passou a seguir Roden. Essa facção passou a reivindicar a propriedade da "Nova Monte Carmelo".
Um aspecto relevante das ideias de Roden era a importância que davam à restauração do Estado de Israel. Ben morreu em 1978, e sua esposa, Lois, assumiu a liderança. Seus ensinamentos se distinguiam pela crença que o Espírito Santo era do gênero feminino e pela defesa da ordenação de mulheres.
Em 1985, George Roden, filho de Ben e Lois, assumiu a liderança e fez reivindicações messiânicas. Vernon Howell liderou uma facção rival que foi inicialmente expulsa, no entanto, em 1987 teve início uma disputa judicial que foi vencida pela facção liderada por Howell que passou a controlar a Nova Monte Carmelo.

### Ida para Israel
Entre 1958 e 1959, o Ramo tornou-se o primeiro grupo de cristão autorizado a imigrar para Israel. Foi-lhes dada permissão para assentar três vilas lá, embora tivesse perdido duas delas em função da ausência de pessoas para habitá-las. Por causa de seus esforços, junto com muitos outros (a maioria de judeus), a vila remanescente, Amirim, tornou-se a primeira vila vegetariana em Israel, e permanece assim até hoje. Sendo vegetarianos estritos, eles estabeleceram a "The Branch Organic Agricultural Association", uma das primeira organizações a encorajar a agricultura orgânica em Israel.
Nessa mesma época, Benjamin Roden determinou à igreja a guarda da Santa Ceia e todos os dias bíblicos de festa. Em 1976, ele sugeriu na Conferência Geral que se fizesse a Santa Ceia diariamente, nas mesmas horas praticadas nos tempos bíblicos (a 3ª e a 9ª horas do dia). In 1981, Lois Roden (1905-1986), viúva de Benjamin, determinou a todos os membros do Ramo que fizessem a Santa Ceia nos mesmos horários.
Em 1977, a esposa de Ben Roden, Lois, declarou ter uma nova mensagem ela própria, em um elemento da doutrina: a de que o Espírito Santo seria feminino, o que levantou muita controvérsia no grupo. A nova mensagem a levou a um lugar de liderança no grupo, o que foi aceito por seu marido e por outros. Quando Benjamin Roden faleceu, no ano seguinte, o filho deles, George tentou assumir a liderança, dizendo que era de fato o profeta do grupo. Mas Lois conseguiu vencer a disputa, baixando uma injunção permanente contra George, proibindo-o de se tornar presidente da igreja.
Em 1979, Lois Roden começou a publicar a revista Shekinah, na qual ela apresentava artigos de pessoas com origem cristã, judaica e outras, explorando o assunto da feminilidade do Espírito Santo e o sacerdócio feminino na igreja. Durante os anos seguintes, Lois apareceu em jornais nacionais e estrangeiros, rádios e emissoras de televisão discutindo sua mensagem. Ela distribuía seus escritos em muitos encontros religiosos, inclusive nos vários lugares no quais João Paulo II esteve quando veio aos Estados Unidos pela primeira vez, em 1979. Em função de suas ideias, de que o Espírito Santo era feminino e que mulheres deveriam ser admitidas no ministério, sua mensagem não encontrou apoio nas outras igrejas, cuja orientação era majoritariamente ou totalmente masculinas. 
Entre o final de 1982 e o início de 1983, ela ganhou um prêmio do Religion in Media e de outros grupos cristãos por seu trabalho e por sua revista. Poucos meses depois, o prédio administrativo da igreja que continha todo o material impresso da revista foi destruído pelo fogo. Vernon Howell (que mudaria seu nome para David Koresh em 1990) admitiu mais tarde ter provocado o incêndio. Ele disse que o fez porque Deus assim teria dito para fazer, e que ele teria sido instruído a dizer a Lois que, "o Senhor deu ordem a teu respeito, que não mais do teu nome seja semeado" (Naum 1:14).

## Doutrinas
Tal como os adventistas, os davidianos, e o Ramo tinham credos fundamentais em comum com as demais denominações cristãs, há um conjunto de doutrinas adicionais que davam a cada uma identidade própria, assim como os nomes. As que os três grupos têm em comum são:
1. O sábado é o sétimo dia da semana, sendo assim, o Sabá da Bíblia. É, ao mesmo tempo, a memória da criação e sinal de santificação, um sinal de que é ao mesmo tempo um memorial da criação e um sinal de santificação, um sinal de descanso do crente em suas próprias obras do pecado, e sua entrada para o resto da alma que Jesus promete àqueles que vêm a Ele..[7]
2. Jesus Cristo retornará em pessoa à Terra a reunir seus eleitos e levá-los para o céu durante 1000 anos, após o que ele vai voltar com eles a esta terra para morar com eles por toda a eternidade em seu reino.[8]
3. A não imortalidade da alma. Isto é, os mortos não tem consciência, nem ser.[9]
4. Deve haver uma ressurreição tanto dos justos, como dos injustos. A ressurreição dos justos terá lugar na segunda vinda de Cristo, a ressurreição dos injustos ocorrerá 1000 anos mais tarde, no final do milênio.[10]
5. Há um santuário no céu, onde Cristo está ministrando em nome da humanidade.[11]
6. Há um julgamento investigativo em curso no santuário celestial, que começou em 22 de outubro de 1844[12] para determinar quem sairá em cada uma das ressurreições, e que será traduzida, sem ver a morte na segunda vinda de Cristo.[13] Dito julgamento começou com os registros daqueles que tinham morrido, e acabariam por passar para a vida.
7. Que a "marca da besta" (Ap. 13:16-18) será um decreto de execução universal os preceitos e doutrinas dos homens em oposição aos da Bíblia.
8. O crente deve reconhecer seu corpo como templo do Espírito Santo e, assim, o crente será levado a abster-se de todas as bebidas intoxicantes, tabaco, e todos os outros narcóticos, e das carnes impuras - o vegetarianismo é a prática ideal.
9. Uma característica que identifica a igreja é a presença do Espírito de Profecia. [14] Embora os adventistas creem que a referida doação foi manifestada em uma maneira especial através de Ellen G. White, que não reconheceu qualquer um como tendo o dom desde que ela morreu em 1915.

As doutrinas que distinguem os davidianos e os ramos de reforma dos demais adventistas são:
1. Os davidianos e os do ramo davidiano ensinam que o dom da profecia é tão importante na igreja que o presidente da associação deve possuí-lo. Embora os davidianos reconheçam que Victor T. Houteff possuísse tal dom, eles declaram que ninguém virá com esse dom até a "ressurreição especial"[16] no qual tanto Ellen White como ele retomarão seu trabalho. Ainda que essa crença seja contrária ao próprio ensinamento de Houteff nessa matéria[17]. Os davidianos que creem que o dom da profecia foi dado a Ben Roden após a morte de Houteff tornaram-se parte do Ramo Davidiano.
2. Após a purificação da igreja, os santos retornaram à terra prometida na qual Cristo estabelecerá Seu reino[18] onde os 144.000,[19] que seguirão o Cordeiro aonde ele for,[20] ficarão com ele no Monte Sião[21], e trarão em uma grande multidão, na qual não se contará a quantidade de pessoas"[22], O reino passará a existir por um curto período de tempo como testemunha final para o mundo antes de Cristo vindo nas nuvens do céu para assumir a grande multidão de santos vivos e ressuscitados com ele por 1000 anos, período em que os santos hão de determinar a grau de punição devido ao não arrependimento. [23]
3. Total abstinência de carnes, em preparação para o estado edênico do Reino[24].
4. Todos os dias de festa bíblicos e as práticas da igreja primitiva serão mantidos, [25] e os que foram tirados nos séculos após a morte dos apóstolos, através da influência do pensamento pagão suplantando a simplicidade do Evangelho serão restaurados para a igreja, incluindo a manutenção da verdadeira Ceia do Senhor. O Ramo ensina que o tempo chegou para a restauração dessas festas, e os Davidianos não creem nisso.

As doutrinas que distinguem o Ramo Davidiano dos demais davidianos e dos adventistas tradicionais são estas:
1. O julgamento dos vivos começou no santuário celestial em 1955.
2. A adoração diária deve ser mantida na 3ª e na 9ª horas do dia natural, em harmonia com a intercessão de Cristo no santuário celestial. Isto inclui a participação na Ceia do Senhor.
3. A família é a imagem literal e semelhança da Trindade. Os aspectos femininos deste, devem ser entendidos como sendo o Espírito Santo. [26]